# 民族代表33人
民族代表33人（みんぞくだいひょう33にん、민족대표 33인）は、1919年に日本統治時代の朝鮮において行なわれた三・一運動の際に、発表された「独立宣言書」に署名した33人を指す総称。宗教別に選定された代表者として、天道教、キリスト教、仏教からそれぞれ15人、16人、2人が参加した。 このうち、吉善宙、劉如大、金秉祚、鄭春洙の4名は、署名はしたものの、1919年3月1日に「独立宣言書」が読み上げられた泰和館には出席していなかった。
上海に亡命して逮捕を逃れた金秉祚と、後に無罪判決を受けた吉善宙、逮捕直後の拘禁中に死亡した梁漢黙を除き、この事件で1年6ヶ月から3年の懲役を宣告された。

## 一覧
| 宗教       | 氏名   | 出身地域      | 身分                                       | 裁判の結果   |
| ---------- | ------ | ------------- | ------------------------------------------ | ------------ |
| 天道教     | 孫秉煕 | 忠清北道清州  | 天道教前教主                               | 懲役3年      |
| 天道教     | 権東鎮 | 忠清北道槐山  | 天道教導師                                 | 懲役3年      |
| 天道教     | 呉世昌 | 京城府        | 天道教導師                                 | 懲役3年      |
| 天道教     | 林礼煥 | 平壌          | 天道教導師                                 | 懲役2年      |
| 天道教     | 羅仁協 | 平安南道成川  | 天道教導師                                 | 懲役2年      |
| 天道教     | 洪基兆 | 平安南道南浦  | 天道教導師                                 | 懲役2年      |
| 天道教     | 朴準承 | 全羅北道任実  | 天道教導師                                 | 懲役2年      |
| 天道教     | 梁漢黙 | 全羅南道海南  | 天道教導師                                 | 公判中死亡   |
| 天道教     | 権秉悳 | 忠清北道清原  | 天道教導師                                 | 懲役2年      |
| 天道教     | 金完圭 | 京城府        | 天道教信者                                 | 懲役2年      |
| 天道教     | 羅龍煥 | 平安南道成川  | 天道教導師                                 | 懲役2年      |
| 天道教     | 李鍾勳 | 京畿道広州    | 天道教長老                                 | 懲役2年      |
| 天道教     | 洪秉箕 | 京畿道驪州    | 天道教長老                                 | 懲役2年      |
| 天道教     | 李種一 | 忠清南道泰安  | 天道教月報部長                             | 懲役3年      |
| 天道教     | 崔麟   | 咸鏡南道咸興  | 普成高等普通学校校長                       | 懲役3年      |
| キリスト教 | 李昇薫 | 平安北道 定州 | 長老派教会長老                             | 懲役3年      |
| キリスト教 | 朴熙道 | 黄海道海州    | 中央キリスト教青年会幹事（北部メソジスト） | 懲役2年      |
| キリスト教 | 李甲成 | 慶尚北道大邱  | セブランス病院事務員（長老派）             | 懲役2年6か月 |
| キリスト教 | 呉華英 | 黄海道平山    | 南部メソジスト牧師                         | 懲役2年6か月 |
| キリスト教 | 崔聖模 | 黄海道海州    | 北部メソジスト牧師                         | 懲役2年      |
| キリスト教 | 李弼柱 | 京城府        | 北部メソジスト牧師                         | 懲役2年      |
| キリスト教 | 金昌俊 | 平安南道江西  | 北部メソジスト伝道師                       | 懲役2年6か月 |
| キリスト教 | 申錫九 | 忠清北道清原  | 南部メソジスト牧師                         | 懲役2年      |
| キリスト教 | 朴東完 | 京畿道抱川    | キリスト教補佐書記（北部メソジスト教会）   | 懲役2年      |
| キリスト教 | 申洪植 | 忠清北道清州  | 北部メソジスト牧師                         | 懲役2年      |
| キリスト教 | 梁甸伯 | 平安北道宣川  | 長老派教会牧師                             | 懲役2年      |
| キリスト教 | 李明龍 | 平安北道鉄山  | 長老派教会長老                             | 懲役2年      |
| キリスト教 | 吉善宙 | 平安南道安州  | 長老派教会牧師                             | 無罪         |
| キリスト教 | 劉如大 | 平安北道義州  | 長老派教会牧師                             | 懲役2年      |
| キリスト教 | 金秉祚 | 平安北道定州  | 長老派教会牧師                             | 逮捕されず   |
| キリスト教 | 鄭春洙 | 忠清北道清原  | 南部メソジスト牧師                         | 懲役1年6か月 |
| 仏教       | 韓龍雲 | 忠清南道洪城  | 僧侶                                       | 懲役3年      |
| 仏教       | 白龍城 | 全羅北道長水  | 僧侶                                       | 懲役1年6か月 |

民族代表33人のうちの一部は、民族問題研究所が『親日人名辞典』に収録するために整理した「親日人名辞典収録予定者名簿」に含まれている。崔麟、朴熙道、鄭春洙がその代表的な例である。